# Twardocice (gromada)
Twardocice – dawna gromada, czyli najmniejsza jednostka podziału terytorialnego Polskiej Rzeczypospolitej Ludowej w latach 1954–1972.
Gromady, z gromadzkimi radami narodowymi (GRN) jako organami władzy najniższego stopnia na wsi, funkcjonowały od reformy reorganizującej administrację wiejską przeprowadzonej jesienią 1954 do momentu ich zniesienia z dniem 1 stycznia 1973, tym samym wypierając organizację gminną w latach 1954–1972.
Gromadę Twardocice z siedzibą GRN w Twardocicach utworzono – jako jedną z 8759 gromad na obszarze Polski – w powiecie złotoryjskim w woj. wrocławskim, na mocy uchwały nr 35/54 WRN we Wrocławiu z dnia 2 października 1954. W skład jednostki weszły obszary dotychczasowych gromad: Twardocice ze zniesionej gminy Pielgrzymka i Proboszczów ze zniesionej gminy Rząśnik w tymże powiecie. Dla gromady ustalono 20 członków gromadzkiej rady narodowej.
31 grudnia 1961, na mocy uchwały nr 20 WRN we Wrocławiu z 6 października 1961, gromadę Twardocice miano znieść, a jej obszar włączyć do gromady Pielgrzymka (wieś Twardocice) i do znoszonej gromady Rząśnik (wieś Proboszczów) w tymże powiecie. Mimo opublikowania uchwały w Dzienniku WRN z 20 grudnia 1961, Rada Ministrów uchwałą nr 510/61 z 28 listopada 1961 odmówiła zatwierdzenia aktualnego punktu uchwały WRN, przez co gromada Twardocice utrzymała się.
1 lipca 1968 gromadę zniesiono, a jej obszar włączono do gromady Pielgrzymka w tymże powiecie.